# Jan Sobol
Jan Sobol (* 22. Mai 1984 in Karviná, Tschechoslowakei) ist ein ehemaliger tschechischer Handballspieler. Er ist 1,85 m groß.

## Karriere
Jan Sobol debütierte 2004 für den tschechischen Spitzenclub HC Baník Karviná in der tschechischen Liga. Dort gewann er 2005, 2006 und 2007 die tschechische Meisterschaft. Bereits im Sommer 2006 wurden Gerüchte laut, der aufstrebende Rechtsaußen werde von einem französischen Spitzenclub umworben; im Dezember – noch vor der Weltmeisterschaft also – gab Sobol seinen Wechsel zu Montpellier HB bekannt. Mit Montpellier gewann er 2008, 2009 und 2010 die französische Meisterschaft.
In der Spielzeit 2010/11 lief Sobol für den slowakischen Erstligisten HT Tatran Prešov auf, mit dem er die slowakische Meisterschaft gewann. Daraufhin stand der Linkshänder beim mazedonischen Klub RK Vardar Skopje unter Vertrag, mit dem er 2012 die mazedonische Meisterschaft gewann. Ab 2012 lief Sokol erneut für Tatran Prešov auf und errang 2013 einen weiteren Meistertitel. Zwischen 2013 und 2017 stand Sokol beim polnischen Erstligisten KS Azoty-Puławy unter Vertrag, für den er über 500 Treffer erzielte. Daraufhin folgten vier Spielzeiten beim französischen Verein Dijon Métropole Handball. 2021 kehrte er zum HC Baník Karviná zurück. Mit dem Gewinn der tschechischen Meisterschaft 2022 beendete er seine Karriere.
Jan Sobol bestritt 129 Länderspiele für die tschechische Männer-Handballnationalmannschaft, war dort aber überwiegend nur zweite Wahl hinter dem damaligen Kapitän Jan Filip. Sobol nahm auch an der Handball-Weltmeisterschaft der Herren 2007 in Deutschland teil, belegte mit seinem Team aber nur den 12. Platz.